# Chrysiptera hemicyanea
Espèce
Synonymes
- Abudefduf hemicyaneus Weber, 1913
- Chrysiptera hemicyaneus (Weber, 1913)
- Glyphidodontops hemicyaneus (Weber, 1913)[1]

Chrysiptera hemicyanea ou demoiselle bleu-ciel est une espèce de poissons de la famille des Pomacentridae.

## Taille
Cette espèce mesure adulte une taille maximal avoisinant les 7 centimètres.

## Habitat
Cette espèce se rencontre dans son milieu entre 1 et 38 mètres de profondeur. Adultes, ils habitent plus largement les lagons et les récifs près de la rive, généralement parmi les coraux branchus. On les rencontre dans de petite agrégation, habituellement avec les coraux Acropora.

## Alimentation
Demoiselle bleu-ciel se nourrit de plancton au-dessus du substrat.

## Reproduction
Ovipares, se distingue difficilement sauf pendant la reproduction. Les œufs sont démersaux et adhèrent au substrat. C'est le mâle qui garde et aère les œufs.